# VBK Klagenfurt
Der Volleyballklub Klagenfurt, kurz VBK Klagenfurt, ist ein österreichischer Volleyball-Verein aus Klagenfurt in Kärnten, der durch seine Frauenvolleyballabteilung bekannt ist. Der Verein wurde 1981 gegründet und ist Mitglied des Kärntner Volleyball Verbandes. Die Heimspiele werden im Sportpark Klagenfurt ausgetragen, die Vereinsfarben sind rot und blau.

## Geschichte
Der Volleyballklub Klagenfurt wurde 1981 in Volksheim Waidmannsdorf in Klagenfurt als HYPO VBK von Karin Frühbauer, Herbert Huber, Christof Gruber und Johann Huber gegründet und trug seine Spiele als ASKÖ Volleyball Klub Klagenfurt aus. Der Hauptsponsor, die Kärntner Landes- und Hypotheken Bank AG, konnte bei der Gründung gewonnen werden.
Namenshistorie
- 1981–2007: ASKÖ Volleyball Klub Klagenfurt bzw. HYPO VBK in Klagenfurt, Sponsor: Kärntner Landes- und Hypotheken Bank AG
- 2007–heute: VBK Wörthersee Löwen, Sponsor: KELAG-Kärntner Elektrizitäts-Aktiengesellschaft

Präsident bzw. Obmann
- 1981–1995: Peter Ambrozy
- 1995–1999: Wolfgang Schmerlaib
- 1999–heute: Johann Huber

## Erfolge
- Teilnahme am Europacup: 1999